# What Makes You Beautiful
"What makes you beautiful" er en sang udført af det britisk-irske boyband One Direction. Det var bandets debutsingle og optrådte på deres debut studiealbum Up All Night fra 2011. Sangen er skrevet af Rami Yacoub, Carl Falk og Savan Kotecha og produceret af Yacoub og Falk. Sangen blev udgivet den 11. september 2011.
| Musik | Spire Denne musikartikel er en spire som bør udbygges. Du er velkommen til at hjælpe Wikipedia ved at udvide den. |